# 商琦
商琦，字德符，元朝曹州济阴（今山东省菏泽市）人，商挺第五子。
大德八年（1304年），元成宗召商琦备宿卫。元武宗时，元仁宗在东宫，奏授商琦为集贤直学士。调任大名路治中，没有就任。皇庆元年（1312年），授集贤侍讲学士。延祐四年（1317年），升为侍读官、通奉大夫，赐钞二万五千贯。泰定元年（1324年），转任秘书卿，因病归乡，去世。商琦善画山水。在四川为官，持平守法，秋毫无私。